# 倉嶋康
倉嶋 康（くらしま やすし、1933年1月7日 - ）は、日本のジャーナリスト。冒険家。社会活動家。
父は長野市長を務めた倉島至。叔父は気象学者の倉嶋厚。

## 人物・経歴
中国・北京生まれ。朝鮮総督府に勤務する父の転勤に伴い、現在の北朝鮮と韓国を転住。終戦後、長野市に引き揚げ。長野県長野北高等学校（現・長野県長野高等学校）を経て、早稲田大学第一政治経済学部政治学科を卒業後、1955年に毎日新聞社入社。
毎日新聞社入社後は福島支局に配属される。福島在勤2年目の1957年、松川事件で死刑判決を受けて上告中の被告人のアリバイを立証する証拠である『諏訪メモ』を福島地方検察庁郡山支部の支部長が保管していることを掴んだ。検事への聞き取り調査を進めて諏訪メモの存在を確認し、1957年6月29日付毎日新聞福島版記事でこれをスクープ報道。それが端緒となって最高裁判所が1959年に原判決を破棄して仙台高等裁判所へ審理差し戻しを命じ、紆余曲折を経て1963年に最高裁判所で改めて被告20人全員無罪判決が言い渡される道を切り開くこととなった。
毎日新聞社本社社会部キャップの後、松本と長野でそれぞれ支局長を務め、編集委員で定年退社。
冒険家としては、1977年に『すばらしい世界旅行』（日本テレビ）の企画シリーズの一つとして竹イカダに乗りフィリピン・ルソン島から日本までを34日間かけて黒潮を漂流して柳田國男の「日本民族の南方渡来説」を立証した。これは『竹筏ヤム号漂流記』（毎日新聞社）、『ヤム号漂流記』（双葉社）として纏められた。
1986年に「飛天隊」という凧揚げ愛好者の全国団体を結成、民族凧を通じての文化親善交流のため30ヵ国に遠征。1998年の冬季オリンピック長野大会招致に大きな役割を果たし、長野オリンピック組織委員会の委員・プレスコーディネーターを勤める。
オリンピック終了後はナガノが世界に呼びかけた「環境にやさしいオリンピックを」というメッセージを託されて、長野市から2002年冬季オリンピック開催地のソルトレイクシティまで13,355kmを自転車と帆船で移動して無事に届けた。
この経験を基にNGO団体NASL(ナッスル)地球環境フォーラムを設立し、2002年に長野市に市民や観光客が自由に乗れるカギなしの無料貸し自転車「みどりの自転車」を配置。健康・環境都市づくりに功績があったとして環境大臣賞を受けた。
FB作家として2019年からSNSフェイスブック(FB)に「記者クラブ」「飛天隊世界遠征記」「少年と戦争」を連載している。その一部を2021年に「松川事件と諏訪メモ」のタイトルで発行。
2017年神奈川県相模原市に転居。日本記者クラブ会員。日本記紀文学会会長。特定非営利活動法人・自転車環境創造ネットワーク(BEEN)理事

## 著書
- 『竹筏ヤム号漂流記』（毎日新聞社）
- 『ヤム号漂流記』（双葉社）
- 『風の仲間たち』(双葉社)
- 『松川事件と諏訪メモ』(千代田区労協)